# Wahlfeld in Wola

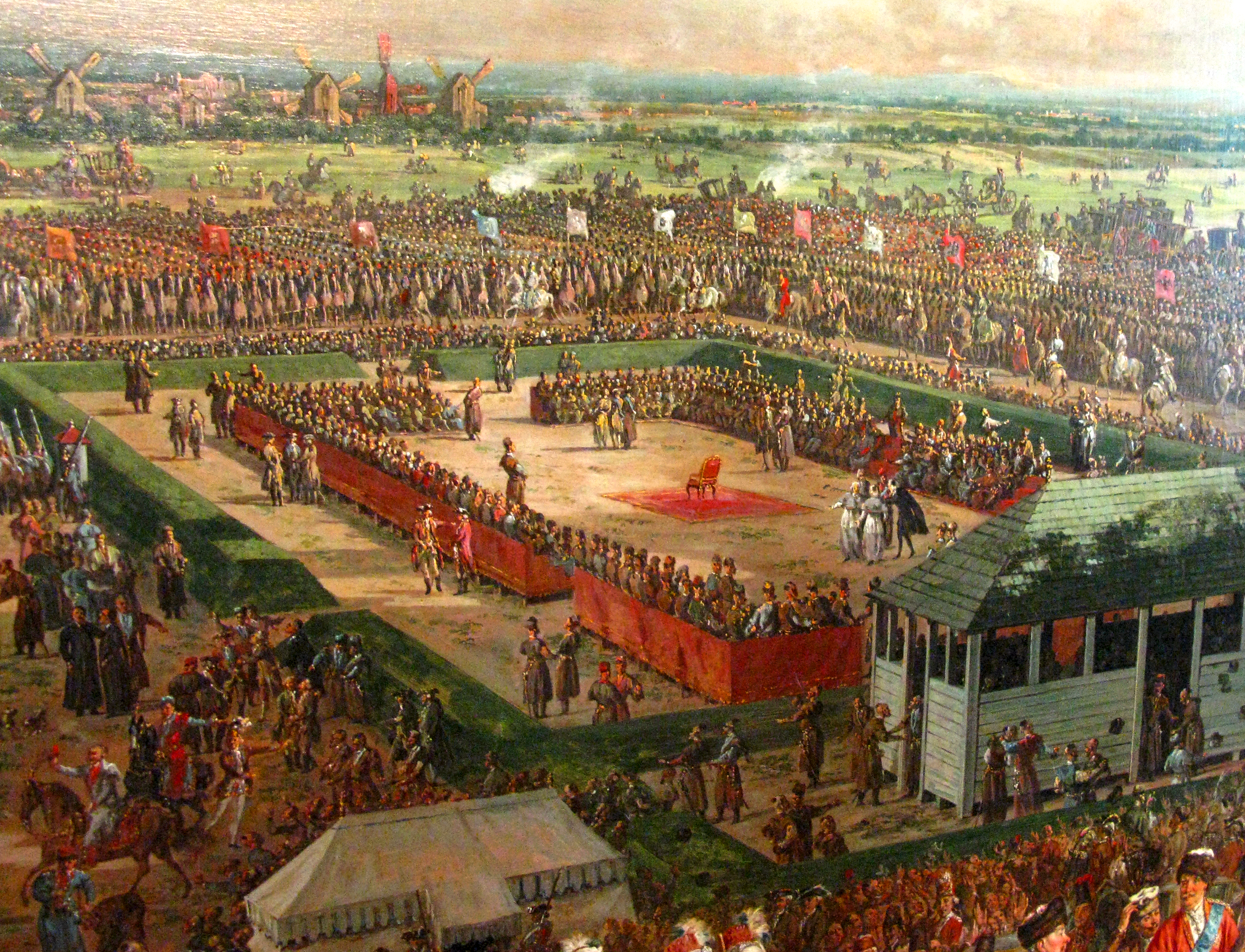
Die Wahl von Stanisław August Poniatowski im Jahr 1764 auf einem Gemälde von Bernardo Bellotto

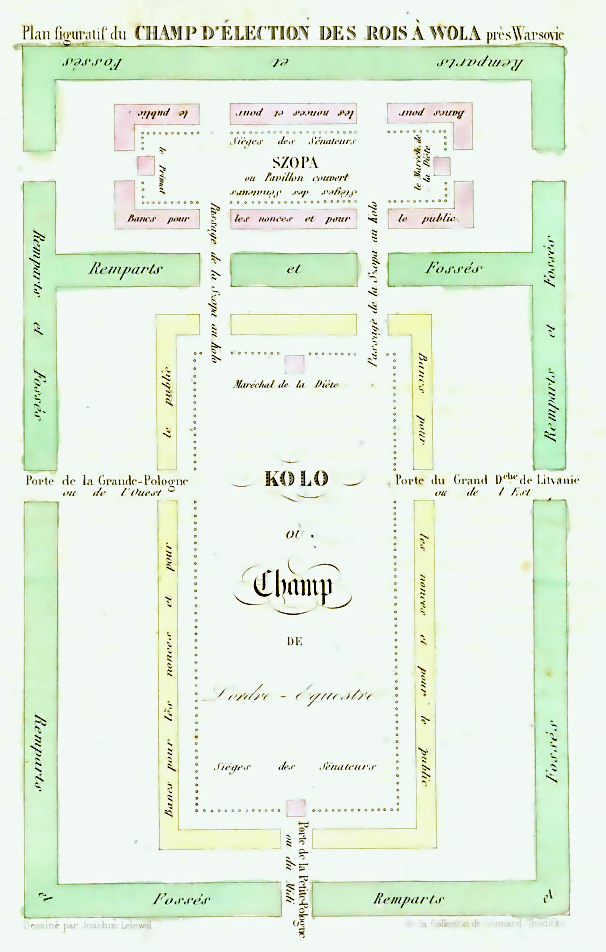
Aufriss des inneren Wahlfeldes auf einem Stich des 19. Jahrhunderts; Künstler unbekannt

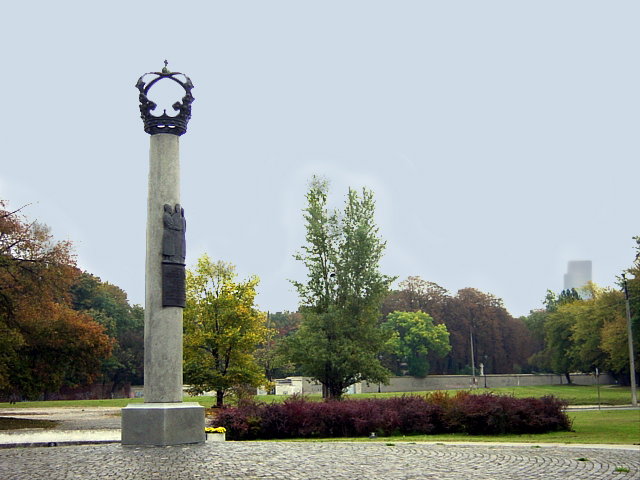
Die Gedenksäule „Electio Viritim“ auf dem ehemaligen Wahlfeld

Auf dem historischen Wahlfeld in Wola fanden vom 16. bis zum 18. Jahrhundert die polnischen Freien Königswahlen statt. Hier, vor den Toren Warschaus, wurden zehn Könige gewählt, einer zweifach. Heute ist die frühere Ortschaft Wielka Wola Teil des Warschauer Stadtteils Wola.

## Geschichte
Bereits 1573 hatte die erste polnische Königswahl – bei der sich der Franzose Heinrich von Valois durchsetzen konnte – auf dem ebenfalls bei Warschau liegenden Wahlfeld in Kamion stattgefunden. Die Wahl des nächsten Königs (Stephan Báthory) im Jahr 1576 fand bereits auf dem Wahlfeld in Wola statt. Bis auf eine weitere Wahl in Kamion (1734: August III.) wurde über alle anderen polnischen Wahlkönige in Wola entschieden.
Die letzte Wahl fand im Jahr 1764 statt, dabei wurde Polens letzter König gewählt: Stanislaus II. August Poniatowski.
- 1574: Anna Jagiellonica
- 1575: Stephan Báthory
- 19. August 1587: Sigismund III. Wasa
- 27. September 1632: Władysław IV. Wasa, keine Gegenkandidaten (mit 3.543 Stimmen)
- 1648: Johann II. Kasimir (mit 4.352 Stimmen)
- 19. Juni 1669: Michael I. (Polen) (mit 11.271 Stimmen)
- 21. Mai 1674: Johann III. Sobieski (mit 3.450 Stimmen)
- 26./27. Juni 1697: August II. (Polen)[1] (mit 13.641 Stimmen)
- 12. Juli 1704: Stanislaus I. Leszczyński (mit 11.697 Stimmen)
- 1733: Stanislaus I. Leszczyński
- 7. September 1764: Stanislaus II. August Poniatowski (mit 5.320 Stimmen)

Die Wahlvorgänge verliefen aufgrund der großen Anzahl von anwesenden Wahlberechtigten meist chaotisch und führten nachfolgend häufig zu Streitigkeiten. Dennoch ist der Wahlplatz in Wola als wichtigster Ort der polnischen Königswahl in die europäische Geschichte eingegangen.

## Gegenwart
Heute befindet sich auf dem ehemaligen Wahlfeld zwischen der städtischen Bebauung die 1997 von der Gesellschaft der Freunde Warschaus (poln. Towarzystwo Przyjaciół Warszawy) aufgestellte Gedenksäule „Electio Viritim“ in der Ulica Obowazowa.
Inschrift der Säule:

„Der Obelisk Electio Viritim wurde anlässlich des 400. Jahrestages der Ernennung Warschaus zur Hauptstadt auf dem ehemaligen Wahlfeld, auf dem von 1575 bis 1764 zehn polnische Könige gewählt wurden, an Stelle der hier früher stehenden Senatoren-Unterkünfte und des Ritter-Kreises errichtet (poln.: Obelisk Electio Viritim wzniesiony w 400-lecie stołeczności Warszawy na dawnym polu elekcyjnym w miejscu szopy senatorskiej i koła rycerskiego gdzie w latach 1575–1764 obrano 10 królów Polski)“

Außerdem wurde eine hier verlaufende Straße als Ulica Elekcyjna (Wahl-Straße) benannt.

## Historische Darstellungen verschiedener Wahlen

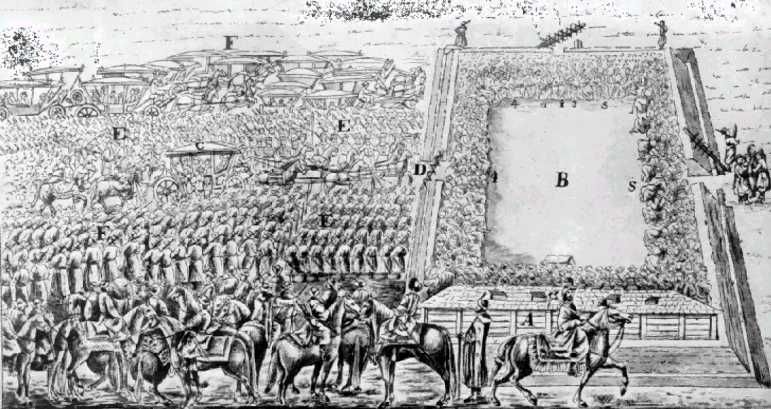
1669: Wahl von Michał Korybut Wiśniowiecki
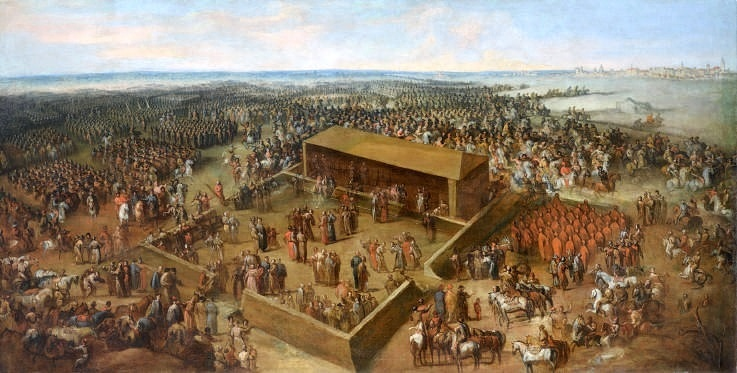
1697: Wahl von August II.
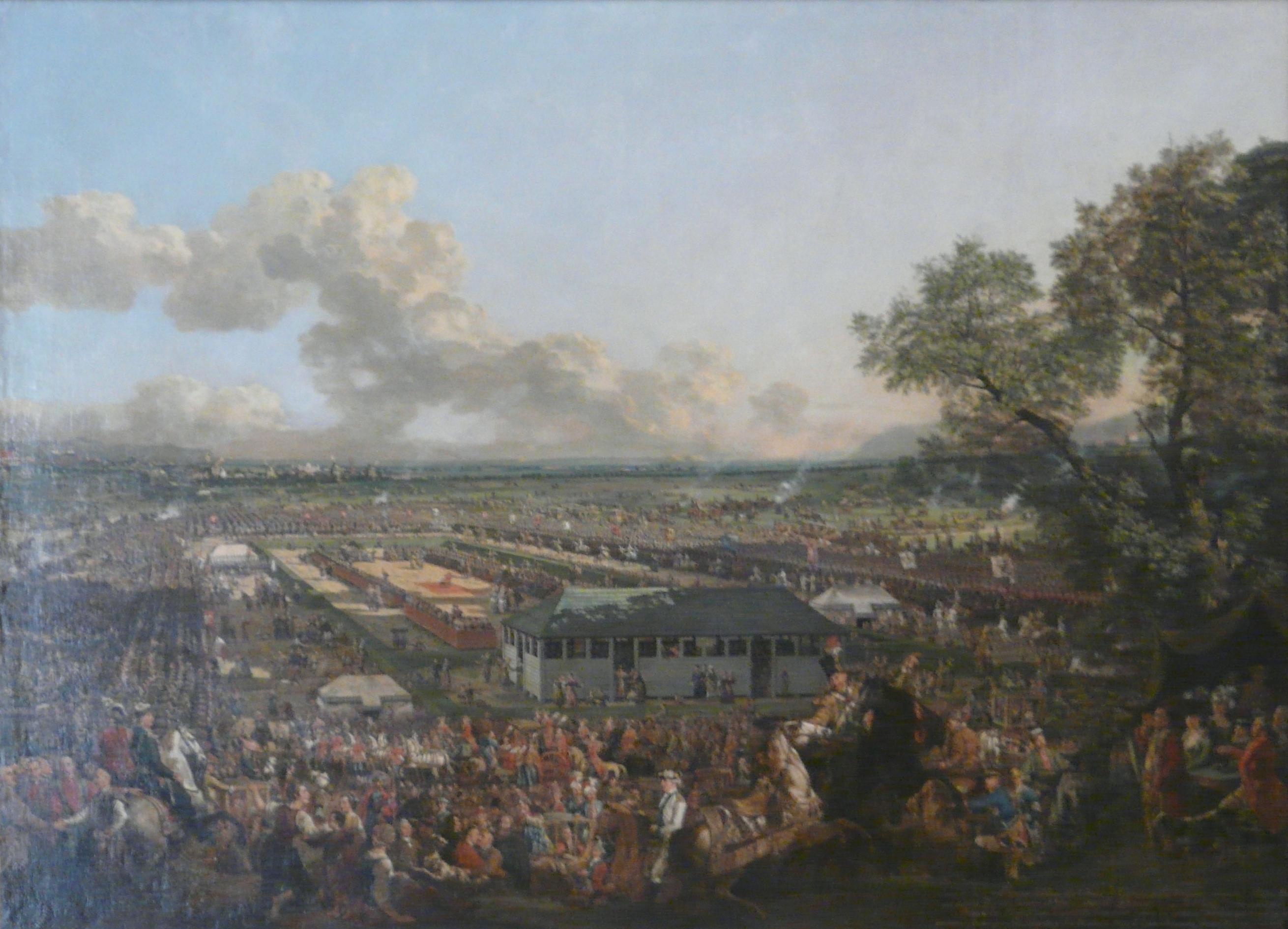
1764: Wahl von Stanisław August Poniatowski